# Bschedugchabl
Bschedugchabl (russisch Бжедугхабль) ist ein Dorf (aul) in Südrussland. Es gehört zur Republik Adygeja und hat 1069 Einwohner (Stand 2019). Im Ort gibt es 16 Straßen.

## Geographie
Das Dorf liegt am rechten Ufer des Flusses Beloja, 26 km südöstlich des Dorfes Krasnogwardeiskoje. Sadowoje ist der nächstgelegene ländliche Ort.